# Marie Beutlmayr
Marie Beutlmayr (geboren als Marie Stadler 26. Februar 1870 in Neukirchen am Walde, Österreich-Ungarn; gestorben 6. Mai 1948 in Linz) war eine österreichische Politikerin der Sozialdemokratischen Arbeiterpartei (SDAP).

## Beruf
Marie Beutlmayr arbeitete zunächst als Hausgehilfin in Wien, später als Arbeiterin in der Franckfabrik (einer Fabrik für Kaffee-Ersatz) in Linz und danach als Sekretärin in einem Dampfsägewerk.

## Privat
Marie Stadler heiratete den Arbeiter Beutlmayr, sie hatten ein Kind.

## Politische Funktionen
- 1928: Vorsitzende der Sozialdemokratischen Frauenbewegung
- 1918–1934: Mitglied des Gemeinderats der Stadt Linz
- 1919–1934: Abgeordnete zum Oberösterreichischen Landtag (XII., XIII. und XIV. Wahlperiode)
- 26. Oktober 1927 bis 9. Dezember 1930: Mitglied des Bundesrates (III. und IV. Gesetzgebungsperiode) an Stelle des ausgeschiedenen Bundesrats Eduard Euller

Zwischen dem 23. Juni 1919 und dem 18. Mai 1925 (während der XII. Wahlperiode) war Marie Beutlmayr die erste und einzige Frau im Oberösterreichischen Landtag.

## Sonstige Funktionen
- 1893: Mitbegründerin eines Arbeiterinnen-Bildungsvereines in Linz
- 1933: Mitglied des Frauenzentralkomitees[3]

Gemeinsam mit Marie Beutlmayr wurden beim letzten außerordentlichen Parteitag 1933 Marie Bock, Emmy Freundlich, Leopoldine Glöckel, Rosa Jochmann, Käthe Leichter, Adelheid Popp, Gabriele Proft, Therese Schlesinger, Amalie Seidel, Katharina Graf, Helene Postranecky, Anna Witternigg, Maria Matzner, Maria Köstler, Maria Tusch, Maria Ducia, Anna Fäßler, Eugenie Brandl und Marie Hartmann ins Frauenzentralkomitee gewählt.

## Ehrungen
- 1945: Ehrenvorsitzende der Sozialistischen Frauenbewegung
- 1989: In der Linzer Katastralgemeinde Waldegg wurde der Beutlmayrweg nach ihr benannt[4]